# THE MAGNIFICENT FRIDAY
『THE MAGNIFICENT FRIDAY』（ザ・マグニフィセント・フライデー）は、FM COCOLOで2016年4月1日から2025年3月28日まで放送されていたラジオ番組。

## 概要
音楽を中心に、演劇や舞台などエンタメ情報を現場感たっぷりに紹介するプログラム。各ジャンルから多彩なゲストが登場していた。
2017年10月からは、MegaNet3局ネット番組『BEAMS TOKYO CULTURE STORY』をネット開始するにあたり、この番組は43分延長することとなった。
2025年3月をもって終了。同年4月からは『MAG:NET FRIDAY』（同番組に加えて日曜日には『MAG:NET SUNDAY』）を放送開始し、加美幸伸は続役した。

## 放送時間
いずれも金曜日（JST）。
- 2016年4月 - 2017年9月
  - 金曜 14:00 - 18:00

- 2017年10月 - 2020年9月
  - 金曜 14:00 - 18:43

- 2020年10月 - 2021年3月
  - 金曜 14:00 - 18:30

- 2021年4月 - 2022年9月
  - 金曜 14:00 - 20:00

- 2022年10月 - 2025年3月
  - 金曜 14:00 - 18:00

## タイムテーブル
| 14:00         | オープニング                      |
| 14:16         | HEADLINE NEWS                     |
| 14:18         | WEATHER INFORMATION               |
| 14:43         | TRAFFIC INFORMATION               |
| 15:16         | HEADLINE NEWS                     |
| 15:18         | WEATHER INFORMATION               |
| 15:20 - 15:40 | ステージぴあ SPOT-LIGHT           |
| 16:20 - 16:35 | 小倉博和のFRIDAY,Sound of Strings |
| 17:21         | HEADLINE NEWS                     |
| 17:23         | WEATHER INFORMATION               |
| 17:43         | TRAFFIC INFORMATION               |
| 18:43         | 番組終了                          |